# Elect the Dead Symphony
Elect the Dead Symphony — первый концертный альбом вокалиста рок-группы System of a Down Сержа Танкяна, вышедший 9 марта 2010 года.

## Об альбоме
Для записи этого альбома Серж привлёк Оклендский филармонический оркестр из города Окленд, Новая Зеландия. Материалом для записи составил дебютный альбом Танкяна Elect The Dead с некоторыми дополнительными, ранее не издававшимися песнями
Elect the Dead Symphony был выпущен 23 февраля 2010 года на ITunes, а 9 марта 2010 года в других форматах.
Единственной новой песней записанной для этого альбома была песня — «the charade» (Шарады). Эта песня, как известно была написана ещё для альбома Hypnotize System of a Down, но в итоге в альбом её не включили. А первая студийная запись этой песни вышла в качестве сингла в 2009 году, и использовалась на концертах Elect the Dead Symphony.

## Список композиций
Слова и музыка всех песен — Серж Танкян.
| №   | Название                          | Длительность |
| --- | --------------------------------- | ------------ |
| 1.  | «Feed Us»                         | 7:29         |
| 2.  | «Blue»                            | 3:15         |
| 3.  | «Sky Is Over»                     | 3:09         |
| 4.  | «Lie Lie Lie»                     | 3:58         |
| 5.  | «Money»                           | 3:29         |
| 6.  | «Baby»                            | 3:41         |
| 7.  | «Gate 21»                         | 2:49         |
| 8.  | «The Charade»                     | 4:30         |
| 9.  | «Honking Antelope»                | 3:49         |
| 10. | «Saving Us»                       | 4:55         |
| 11. | «Elect the Dead»                  | 3:08         |
| 12. | «Falling Stars»                   | 3:24         |
| 13. | «Beethoven's C***»                | 3:29         |
| 14. | «Empty Walls»                     | 3:57         |
| 15. | «The Charade» (Студийная версия;) | 3:33         |

## Позиция в чартах
| Chart (2010)             | Высшая позиция |
| ------------------------ | -------------- |
| Austrian Albums Chart    | 38             |
| French Albums Chart      | 118            |
| German Albums Chart      | 63             |
| Greek Albums Chart       | 5              |
| New Zealand Albums Chart | 14             |
| Swiss Albums Chart       | 64             |